# Херцеговачке бригаде НОВЈ
Током Народноослободилачке борбе народа Југославије, од 1941. до 1945. године у оквиру Народноослободилачке војске Југуославије формирано је укупно 5 бригада, које су носиле назив херцеговачка.
За пролетерску је била проглашена Десета херцеговачка бригада и била одликована Орденом народног хероја. Назив ударна носиле су Десета, Једанаеста, Дванаеста и Тринаеста херцеговачка бригада.

## Списак херцеговачких бригада
| назив                                          | датум формирања     | место формирања            | одликовања     |
| ---------------------------------------------- | ------------------- | -------------------------- | -------------- |
| Десета херцеговачка пролетерска ударна бригада | 10. август 1942.    | Шујица, код Дувна          | ОНХ, ОНО и ОБЈ |
| Једанаеста херцеговачка ударна бригада         | 22. новембар 1943.  |                            | ОЗН и ОБЈ      |
| Дванаеста херцеговачка ударна бригада          | 22. новембар 1943.  |                            | ОЗН            |
| Тринаеста херцеговачка ударна бригада          | јун 1944.           | Голакова Кула, код Прозора | ОЗН            |
| Четрнаеста херцеговачка омладинска бригада     | 10. септембар 1944. | Дабарско поље              | ОЗН            |